# 長林寺 (明石市)
長林寺（ちょうりんじ）は、兵庫県明石市材木町にある天台宗の寺院。山号は龍王山（りゅうおうさん）。本尊は薬師如来。播州薬師霊場 第6番。太山寺の末寺。

## 歴史
第42代、文武天皇の時代（683年 - 707年）、行基がこの浜辺の松の梢に7佛の薬師如来が現れたの喜び、自ら7佛の尊像を彫刻し伽藍を建立して長林寺と称した。第44代元正天皇の勅願所となる。
応仁の乱（1467年 - 1477年）の兵火により焼失するが、延徳3年（1491年）勧進して七間七面の堂宇を建てる。その後、江戸時代の正徳年間（1711年 - 1716年）に再興。1945年（昭和20年）7月の明石空襲で本堂など焼失するが、1949年（昭和24年）に再度復興された。

## 所在地
- 〒673-0893 兵庫県明石市材木町9-4

## 周辺
- 本誓寺 (明石市)
- 宝林寺 (明石市)
- 岩屋神社 (明石市)
- 浄行寺 (明石市)
- 明石港